# Larribar-Sorhapuru
Larribar-Sorhapuru (baskisch Larribarre-Sorhapürü) ist eine französische Gemeinde mit 185 Einwohnern (Stand 1. Januar 2022) im Département Pyrénées-Atlantiques in der Region Nouvelle-Aquitaine. Die Gemeinde gehört zum Arrondissement Bayonne und zum Kanton Pays de Bidache, Amikuze et Ostibarre (bis 2015: Kanton Saint-Palais).
Die Bewohner werden Larribartar oder Sorhapütar genannt.

## Geographie
Larribar-Sorhapuru liegt ca. 60 km südöstlich von Bayonne im historischen Landstrich Pays de Mixe (baskisch Amikuze) der historischen Region Nieder-Navarra im französischen Teil des Baskenlands.
Umgeben wird Larribar-Sorhapuru von den Nachbargemeinden:
| Saint-Palais | Béhasque-Lapiste                            | Domezain-Berraute |
|              | Kompassrose, die auf Nachbargemeinden zeigt |                   |
| Uhart-Mixe   |                                             | Lohitzun-Oyhercq  |

Larribar-Sorhapuru liegt im Einzugsgebiet des Flusses Adour. Einer seiner Zuflüsse, die Bidouze, durchquert das Gebiet der Gemeinde zusammen mit ihrem Nebenfluss, dem Izpaxuriko Erreka.

## Geschichte
Die Dörfer Larribar und Sorhapuru wurden im 12. Jahrhundert erstmals erwähnt. Im Mittelalter hatte der Grundherr von Sorhapuru das Recht auf Zugang zur Ständeversammlung ebenso wie die beiden Grundherrenfamilien Ilharre und Picassarry von Larribar. Vermutlich hatten beide Dörfer bis zur Französischen Revolution eine Pfarrgemeinde gebildet, bevor die Neueinteilung der Territorien zu Beginn des 19. Jahrhunderts sie wieder trennte. Am 12. Mai 1842 schlossen sich die ehemaligen Gemeinden Larribar und Sorhapuru zur Gemeinde Larribar-Sorhapuru zusammen.
Toponyme und Erwähnungen von Larribar waren:
- Sancta Maria de Larreivare (1160),
- Larrayvat (1304),
- Larrayvar (1309 und 1350),
- Larraybar (1413),
- Nostre-Done de Larribar (1472, Notare von Labastide-Villefranche),
- Larriba (1513, Urkunden aus Pamplona),
- Larribarre (1750, Karte von Cassini) und
- Larribar (1793 und 1801, Notice Communale bzw. Bulletin des lois).[4][5][6][7]

Toponyme und Erwähnungen von Sorhapuru waren:
- Sanctus-Martinus de Sorhapuru (12. Jahrhundert, Manuskriptsammlung von André Duchesne, Band 114, Blatt 32),
- Soharpuru in Mixia und Soarpuru (12. Jahrhundert, Kopialbuch der Abtei Saint-Jean de Sorde),
- Sorharpuru (1119),
- Soarpuru und Sorhapuru (1150),
- Sanctus Martinus de Sorhapuru und Sorhaburu (1304),
- Sorhapure (1472, Notare von Labastide-Villefranche),
- Sorhaburu (1665, Manuskriptsammlung von 11 Bänden von Beschlüssen zwischen 1606 und 1789 der Ständeversammlung von Navarra),
- Sorhapuru (1750 und 1793, Karte von Cassini bzw. Notice Communale),
- Sorhapura (1801, Bulletin des lois) und
- Sorhapuru (1863, Dictionnaire topographique du département des Basses-Pyrénées).[4][5][6][8]

### Einwohnerentwicklung
Nach Höchstständen von rund 450 Einwohnern in der Mitte des 19. Jahrhunderts fiel die Einwohnerzahl mit kurzen Erholungsphasen bis zur Jahrtausendwende auf ein Niveau von rund 200 zurück, das bis heute gehalten wird.
| Jahr      | 1962 | 1968 | 1975 | 1982 | 1990 | 1999 | 2006 | 2009 | 2022 |
| --------- | ---- | ---- | ---- | ---- | ---- | ---- | ---- | ---- | ---- |
| Einwohner | 248  | 214  | 235  | 230  | 242  | 186  | 192  | 190  | 185  |

## Sehenswürdigkeiten
- Pfarrkirche von Larribar, gewidmet Mariä Himmelfahrt. Sie liegt auf dem Pilgerweg nach Santiago de Compostela, der auch in der heutigen Zeit regelmäßig von Pilgern beschritten wird. Umgeben von einem traditionellen Friedhof mit den für das Baskenland charakteristischen scheibenförmige Grabstelen, Hilarri genannt, ist das kleine Gotteshaus mit einer nüchternen Fassade ausgestattet, aus der ein viereckiger Glockenturm emporragt. Der Eingang befindet sich unter einem niedrigen Vorbau. Die Kirche bewahrt eine aus Holz gefertigte Statue im gotischen Stil.[11]

- Pfarrkirche von Sorhapuru, Martin von Tours geweiht. Sie datiert vermutlich aus dem Mittelalter, was an der Bauweise des Glockenturms abzulesen ist. Es handelt sich um einen Clocher trinitaire, bei dem der Glockengiebel drei Spitzdächer als Symbol für die Dreifaltigkeit aufweist, das mittlere etwas höher als die beiden anderen. Wenn auf den Spitzdächern Kreuze angebracht sind wie im Fall dieser Kirche, so spricht man auch von clochers calvaires, weil die Form an die Kreuzigung von Jesus Christus mit den beiden Dieben auf dem Berg Golgotha erinnert. Auch diese Kirche ist umsäumt mit einem Friedhof, auf dem sich scheibenförmige Grabstelen befinden, von denen eine die Silhouette eines Menschen zeigt.[12]

## Wirtschaft und Infrastruktur

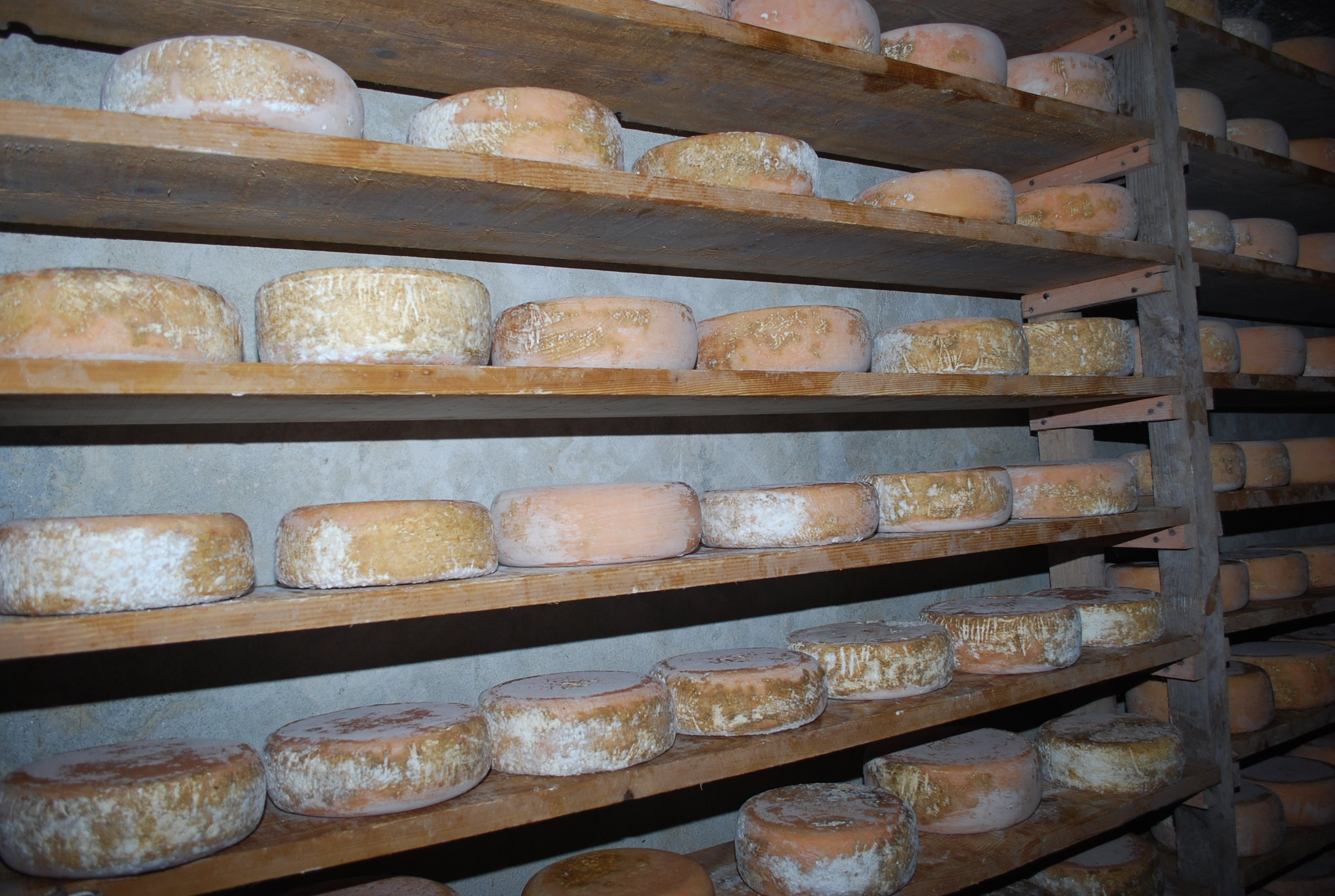
Ossau-Iraty

Die Landwirtschaft ist traditionell ein wichtiger Wirtschaftsfaktor der Gemeinde. Larribar-Sorhapuru liegt in den Zonen AOC des Ossau-Iraty, eines traditionell hergestellten Schnittkäses aus Schafmilch, sowie der Schweinerasse und des Schinkens „Kintoa“.

### Bildung
Die Gemeinde verfügt über eine öffentliche Grundschule.

Logo des Jakobswegs

### Sport und Freizeit
Der Fernwanderweg GR 65 von Genf nach Roncesvalles führt durch die Gemeinde. Er folgt der Via Podiensis, einem der vier historischen Jakobswege.
Ein Rundweg mit einer Länge von 11 km und einem Höhenunterschied von 190 m führt vom Rathaus von Larribar-Sorhapuru durch das Tal der Bidouze und am Lac de Behasque entlang, anschließend durch waldiges Gebiet zurück zum Ausgangspunkt.

### Verkehr
Larribar-Sorhapuru wird durchquert von den Routes départementales 242 und 933 (ehemalige Route nationale 133).